# Le Bas Ségala
Le Bas Ségala ist eine französische Gemeinde mit 1.610 Einwohnern (Stand 1. Januar 2022) im Département Aveyron in der Region Okzitanien. Sie gehört zum Kanton Aveyron et Tarn und zum Arrondissement Villefranche-de-Rouergue.
Sie entstand als Commune nouvelle mit Wirkung vom 1. Januar 2016 durch die Zusammenlegung der früheren Gemeinden La Bastide-l’Évêque, Saint-Salvadou und Vabre-Tizac, die in der neuen Gemeinde den Status einer Commune déléguée innehaben. Der Verwaltungssitz befindet sich im Ort La Bastide-l’Évêque.
Le Bas Ségala liegt rund 35 Kilometer westlich des Stadtzentrums von Rodez. Das Gemeindegebiet wird vom Fluss Lézert durchquert, der an der nördlichen Gemeindegrenze in den Aveyron mündet.

## Gliederung

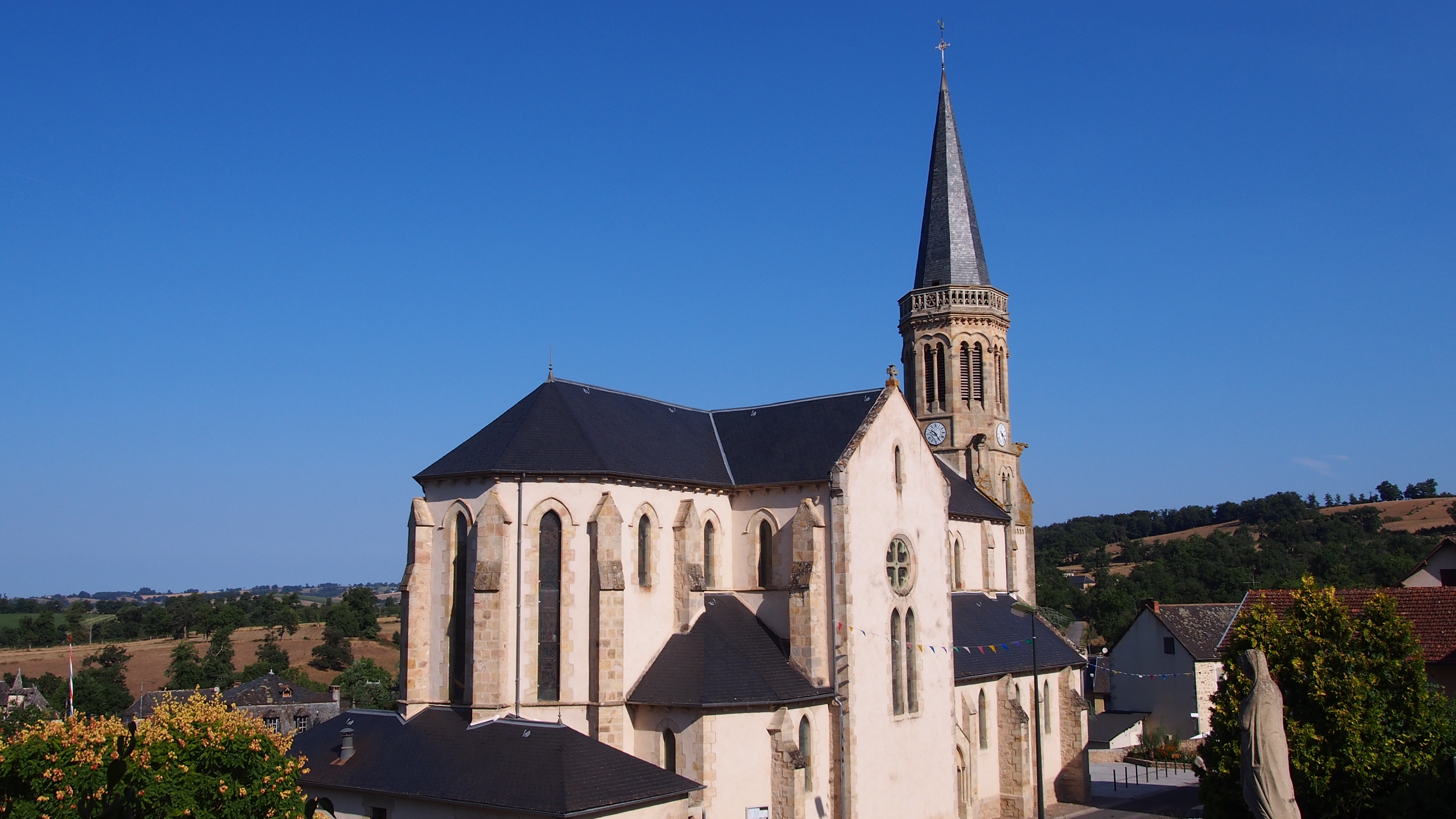
Kirche Sainte-Madeleine im Ortsteil Saint-Salvadou

| Ortsteil                              | ehemaliger INSEE-Code | Fläche (km²) | Einwohnerzahl zum 1. Januar 2022 |
| ------------------------------------- | --------------------- | ------------ | -------------------------------- |
| La Bastide-l’Évêque (Verwaltungssitz) | 12021                 | 44,16        | 763                              |
| Saint-Salvadou                        | 12245                 | 15,50        | 395                              |
| Vabre-Tizac                           | 12285                 | 22,67        | 452                              |